# Левантско море
Левантско море је најисточнији део Средоземног мора.

## Географија
Левантско море граничи се са Турском на северу, Сиријом, Либаном, Израелом и појасом Газе на истоку, Египтом и Либијом на југу и Егејским морем на северозападу. Западна граница мора ка отвореном Медитерану (које се назива и Либијско море) је ограничена линијом од рта Ра ал-Хилал у Либији до острва Гавдос, јужно од грчког острва Крита. Највеће острво у Левантском мору је Кипар. Највећа дубина мора је 4,384 метра и налази се код Плинијског рова, око 80 km јужно од Крита. Левантско море се простире на површини од 320.000 km².
Северни део Левантског мора између Кипра и Турске назива се Киликија. На северу су такође и два велика залива, Искедерунски залив (североисток) и Анталијски залив (северозапад).